# Rafaelle Souza
Rafaelle Souza, née le 18 juin 1991 à Cipó, est une footballeuse internationale brésilienne. Elle évolue au poste de défenseure. Elle joue avec le Pride d'Orlando et l'équipe nationale brésilienne.

## Biographie
Native de Cipó, une petite ville à l'intérieur de Bahia, à 230 km de Salvador, Rafaelle possède un diplôme d'ingénieur de l'Université du Mississippi aux États-Unis,.

### En club
Le 18 janvier 2022, Rafaelle Souza quitte son pays natal pour signer à Arsenal.
Fin mai 2023, elle annonce qu'elle quittera le club anglais en fin de saison,. Quelques jours plus tard, elle s'engage aux États-Unis avec l'Orlando Pride.

### En sélection
Avec l'équipe du Brésil des moins de 17 ans, elle dispute la Coupe du monde des moins de 17 ans en 2008. Lors de cette compétition, elle joue trois matchs, marquant un but.
Avec l'équipe du Brésil des moins de 20 ans, elle prend part à la Coupe du monde des moins de 20 ans en 2010. Lors de ce tournoi, elle joue trois matchs, marquant un but.
Avec l'équipe de football féminine brésilienne, Rafaelle participe à la Coupe du monde féminine, en 2015. Lors du mondial qui se déroule au Canada, elle joue quatre matchs. Le Brésil est battu en huitièmes de finale par l'Australie.
Elle est médaillée d'or aux Jeux panaméricains en 2015 à Toronto, au Canada.
Rafaelle fait également partie de l'équipe de l'équipe nationale brésilienne, lors des Jeux olympiques d'été de 2016 organisés à Rio de Janeiro. Lors du tournoi olympique, elle joue cinq matchs. Le Brésil rate de peu la médaille de bronze.

## Palmarès

### Distinctions individuelles
- Membre de l'équipe type de Women's Super League en 2023[8]